# Magnolia bintuluensis
Espèce
Statut de conservation UICN

 DD  : Données insuffisantes
Magnolia bintuluensis est une espèce de plantes à fleurs de la famille des Magnoliaceae. C'est un arbre trouvé en Asie.

## Description
C'est un arbre.

## Répartition et habitat
L'espèce est trouvée dans le sud de la péninsule malaise, à Sumatra et à Bornéo.
Elle pousse en milieu tropical humide.